# Чиранджіві
Чиранджіві (*చిరంజీవి, 22 серпня 1955  ) — індійський актор Толлівуду, політичний діяч штату Андхра-Прадеш. Ім'я перекладається як «Жити вічно». На 2017 рік отримав нагороду за найкращу чоловічу роль від кінопремій Filmfare Awards South — 7 разів, Нанді — 3 рази. Знявся у більш ніж 150 фільмах.

## Життєпис
Справжнє ім'я Конідела Шива Шанкара Вара Прасад. Син Венката Рао, поліцейського, та Анджани Деві. Народився 1955 року у селі Нарсапур (поблизу міста Могалотур, штат Андхра-Прадеш). Початкову освіту здобув у рідному селі та місті Могалотур. Потім був курсантом військового училища, після цього навчався в коледжі Сарма в Онголе. З 1976 року навчався в Інституті кінематографії в Ченнаї.
У 1978 році вперше знявся у фільмі в невеличкій ролі в стрічці «Punadhirallu». Проте став більш відомим за участь у фільмі «Manavoori Pandavulu», знятому того ж року. Спочатку обрав собі як амплуа ролі лиходіїв. У 1979 році знявся вже у 8 фільмах, 1980 року — в 14.
1982 року вперше знявся у головній ролі — у фільмі «Intlo Ramayya Veedilo Krishnayya». Того ж року за роль у стрічці «Shubhalekha» здобув перемогу в номінації найкращої чоловічої ролі мовою телугу від Національної кінопремії Індії. Це стало першою нагородою актора.
З 1984 року активно став зніматися у бойовиках та трилерах. Роль у фільмі «Хайді» мала неабиякий успіх у глядачів. Відтоді починається сходження Чиранджіві до статусу кінозірки. У 1987 році за роль у фільмі «Swayam Krushi» здобув нагороду найкращого актора мовою телугу від Кінопремії Нанді. Період 1980-х років став для актора часом цікавих експериментів з ролями та зміцнення професійного успіху, ставши одним з провідних акторів Толлівуду.
Після цього став брати участь у фільмах іншомовних кіностудій Індії. 1990 року вперше знявся у фільмі мовою гінді «Pratibandh» в Боллівуді. 1996 році вперше знявся у фільмі Сандалвуду — «Sipayi». Водночас і далі активно знімався у фільмах мовою телугу.
1998 року заснував власний фонд, що займався збиранням донорської крові та людських органів для пересадки. 1999 році планувалися його зйомки в англомовному фільмі «Повернення Багдадського злодія» (на студії в Голлівуді), проте робота над ним з невідомих обставин припинилася.
Роль у фільмі «Індра» 2002 року принесло новий шалений успіх Чиранджіві, поставивши касовий успіх серед фільмів Толлівуду. У 2006 році отримав державну нагороду Падма Бхушан. Того ж року стає почесним доктором наук від Університету Андхра-Прадеш.
З 2007 року розпочав активну політичну діяльність. 2008 року створив власну партію Праджа Радж'ям. Внаслідок цього кількість фільмів за його участю значно зменшилася. 2009 року його партія отримала 18 місць до Законодавчих зборів Андхра-Прадеш. У 2011 році після тривалих перемовин з Сонею Ганді об'єднав свою партію з Індійським національним конгресом.
У 2012 році є членом верхньої палати парламенту Індії — Радж'я Сабха. Того ж року призначається міністром туризму Індії. У 2013 році повернувся до кінематографу. 2014 року очолював виборчу кампанію Індійського національного конгресу в Андхра-Прадеші, проте зазнав поразки. Того ж року отримав нагороду за міжнародне обличчя Індійського кінематографа від Південноіндійської міжнародної кінопремії.
У 2017 році головна роль у фільмі «Свята Санкранті» відновила кінославу Чиранджіві. Того ж року стає ведучим телегри «Meelo Evaru Koteeswarudu» (на кшталт «Хто бажає стати Мільйонером?»)

## Родина
Дружина — Суреха, донька індійського коміка Аллу Рамалінгайаха.
Діти:
- Сушміта
- Шріджа, дружина Сиріш Бхарадваджа, продюсера
- Рам Чаран Теджа, актор